# Lacul Peleaga
Lacul Peleaga (sau Tăul Ghimpele) este un lac glaciar situat în Parcul Național Retezat din Munții Retezat (Carpații Meridionali, România), la o altitudine de 2122 m. Are o suprafață de 1,72 hectare și o adâncime maximă de 4,20 m.
Se găsește în partea sudică a șeii dintre cele mai înalte vârfuri ale Retezatului, Peleaga și Păpușa și are formă circulară. Lacul este obârșia văii Peleaga. În șaua Peleaga ajung mai multe trasee.